# 武藤鉄也
武藤 鉄也（むとう てつや、1997年11月5日 - ）は、日本の元男子バレーボール選手である。

## 来歴
東京都武蔵村山市出身。小学1年生のときに友達の影響でバレーボールを始める。
東亜学園高等学校を経て早稲田大学に進学。大学時代は全日本インカレで2年時から3年連続で優勝。2019-20シーズン、V.LEAGUE DIVISION1(V1)に所属するFC東京の内定選手となった。
2020年、大学卒業後に、FC東京に入団。同時に早稲田大学大学院スポーツ科学研究科に進学（2022年修了）。入団1シーズン目となる2020-21シーズン、V1リーグ戦デビューを果たした。しかし、同シーズンの練習中に左手を負傷してしまい、「左小指MP関節橈側側副靭帯損傷」（全治3ヶ月）の診断をされ、2021年2月5日に手術をした。
2022年6月、FC東京のチーム譲渡により誕生したプロクラブ・東京グレートベアーズに全体移籍。
2025年3月、2024-25シーズン限りでの現役引退と2025年4月に発足するU15チームのヘッドコーチ就任が発表された。5月9日に引退選手として公示。

## 所属チーム
- 東亜学園高等学校（2013-2016年）
- 早稲田大学（2016-2020年）
- FC東京（2020-2022年）
- 東京グレートベアーズ（2022-2025年）